# 林昭印
林昭印（1987年5月19日—），臺灣政治人物，臺北市人。曾為台灣民眾黨桃園市黨部副主任委員、組織部副主任，現為民眾黨中央委員。暱稱「中壢超硬哥」。

## 生平
曾為台灣高鐵台北站站務員，以收銀機軟硬體為主產品的科技公司業務工程師，加入台灣民眾黨，曾參與不分區立委海選面試。
擔任立法委員蔡壁如的助理，後任台灣民眾黨中壢區服務處主任，關注房屋紓困問題。
2022年以民眾黨身分參選桃園市中壢區議員，主張普及雙語與無毒校園，期間與民眾黨桃園市桃園區議員候選人黃成峻聯合競選，最後雙雙落選。
2023年接任民眾黨桃園市黨部副主委。
2023年2月4日擔任桃園市基隆同鄉會理事長。
2023年12月21日，林昭印負責22日中壢夜市民眾黨總統選舉開講活動，為了宣傳自掏腰包特製貼紙，被網友與四叉貓質疑侵權寶可夢。
2024年2月21日因桃園助選成果顯著（總統票30.61%、立委不分區政黨票25.32%），接任民眾黨組織發展部副主任。
2024年4月積極參與第十九屆麥寮鄉鄉長補選競選助選活動。
2025年1月19日，當選台灣民眾黨中央委員，且最高票，於2月10日辭去臺灣民眾黨組織發展部副主任。

## 選舉紀錄
| 年度 | 選舉屆數             | 選舉區           | 所屬政黨   | 得票數 | 得票率 | 當選標記 | 備註 |
| ---- | -------------------- | ---------------- | ---------- | ------ | ------ | -------- | ---- |
| 2022 | 第三屆桃園市議員選舉 | 桃園市第七選舉區 | 臺灣民眾黨 | 4,178  | 2.13%  |          |      |

## 外部連結
- 林昭印的Facebook專頁
- 林昭印的Instagram帳戶
- 林昭印的Youtube頻道